# Villard-Bonnot
Villard-Bonnot is een gemeente in het Franse departement Isère (regio Auvergne-Rhône-Alpes). De plaats maakt deel uit van het arrondissement Grenoble. Villard-Bonnot telde op 1 januari 2022 7.445 inwoners. 

## Geografie
De oppervlakte van Villard-Bonnot bedroeg op 1 januari 2022 5,84 vierkante kilometer; de bevolkingsdichtheid was toen 1.274,8 inwoners per km².

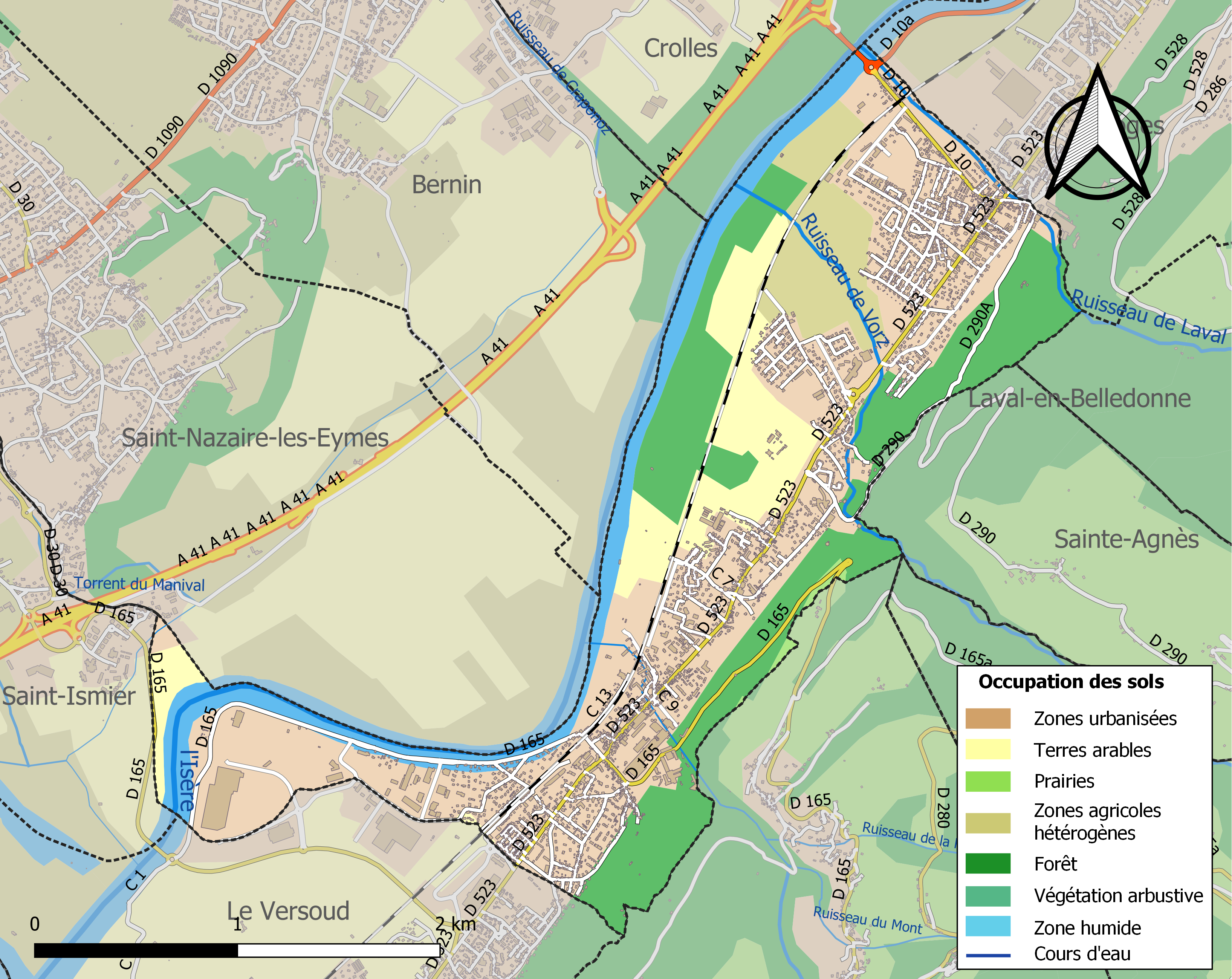
Kaart van de gemeente met de belangrijkste infrastructuur, bodemgebruik en omliggende gemeenten

## Verkeer en vervoer
In de gemeente liggen de spoorwegstations Brignoud en Lancey.

## Demografie
Onderstaande figuur toont het verloop van het inwonertal (bron: INSEE-tellingen).